# إسماعيل القرة غولي
إسماعيل القرة غولي من مواليد 15 يونيو 1943 هو مصارع عراقي. تنافس في سباق المصارعة الرومانية في أولمبياد صيف 1968.

## روابط خارجية
- إسماعيل القرة غولي على موقع أوليمبيديا (الإنجليزية)